# ワームホール
| ワームホールは実在するか。存在する場合、これを使ってタイムトラベルをすることは可能か。 |

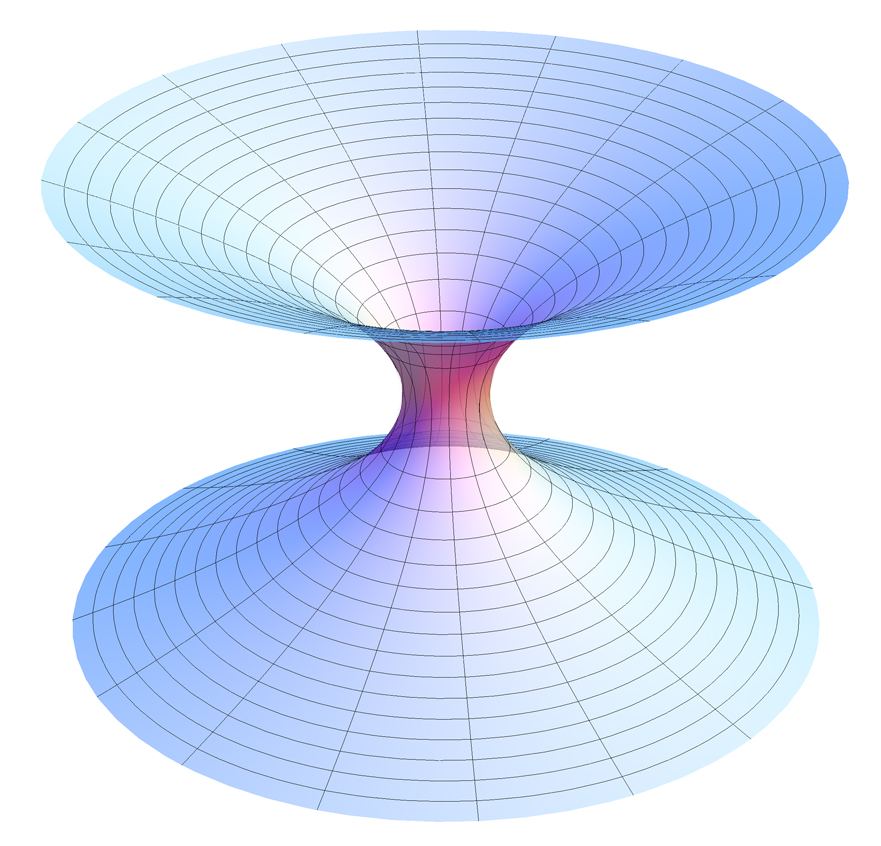
ワームホールの概念図

ワームホール（wormhole）は、時空構造の位相幾何学として考えうる構造の一つで、時空のある一点から別の離れた一点へと直結する空間領域でトンネルのような抜け道である。

## 由来
ワームホールが通過可能な構造であれば、そこを通ると光よりも速く時空を移動できることになる。ワームホールという名前は、リンゴの虫喰い穴に由来する。リンゴの表面のある一点から裏側に行くには円周の半分を移動する必要があるが、虫が中を掘り進むと短い距離の移動で済む、というものである。
ジョン・アーチボルト・ホイーラーが1957年に命名した。

## 研究

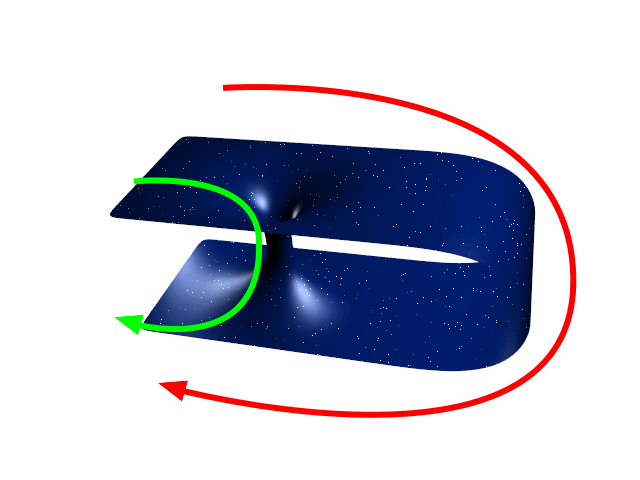
視覚化されたワームホールの概念

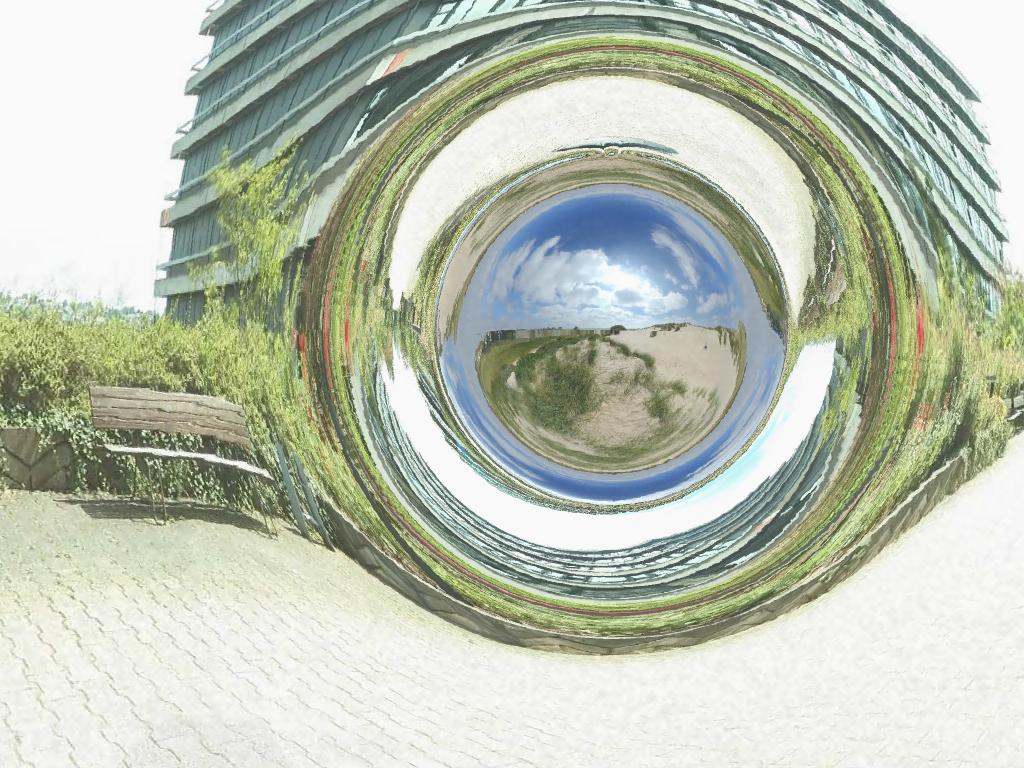
ワームホールが地上に在った場合の想像図

ワームホールの概念は、1928年にヘルマン・ワイルが電磁場中の質量の解析を研究している中で発案した概念で、当初は「一方向のチューブ（One-Dimensional Tubes）」と呼んでいた。その後、シュヴァルツシルトの解を研究していたアルベルト・アインシュタインがネイサン・ローゼンとともに数学的仮説に基づく時空構造モデルを発表し（1936年）、アインシュタイン-ローゼン橋と呼ばれた。1957年、この論文に触発されたホイーラーがチャールズ・マイスナーとの共同論文の中で、空間を2次元で視覚化して空間上の2点を3次元のチューブ（実際はチューブ内の内側の表面）でつなぐ穴で表し「ワームホール」の語を使って引用した。その後、シュヴァルツシルトの解としてブラックホールの解が知られその性質が詳しく調べられるようになると、一方向の性質を持つワームホールと関連させたホワイトホールの存在仮説が現れる。ここではブラックホールとホワイトホールを単純に結んでワームホールと考えてもよいと説明された。
シュヴァルツシルトの解で表されるブラックホール解は、周りの物質を何でも呑み込む領域を表す。電荷を持つブラックホールではワームホールを通って通過可能で、ただし物質は元の場所へは戻ってこられず、特異点が真空を分極するために人間が耐えられないほどの高エネルギーかつ高フラックスの放射線が発生しているとする研究もある。ほかにも、通行可能なワームホールは誕生した段階で進行方向に対して地平面も反地平面も持たず、特異点も持たないような時空構造を持つ必要があり、したがってブラックホールやホワイトホールを単純に連結した時空とは本質的に異なるものである。また人間が利用することを考える場合は、トンネルの内側は潮汐力が十分小さく通過に必要となる時間がトンネルの外を直接目的地に向かうよりも十分短くなるような時空構造になっていることが望ましいとする思考実験もある。
しかし、これらはブラックホールの外の座標系をブラックホールの内側まで外挿できるとするなど、実証されていない多くの仮定を含むものが多く、妥当性に疑問が残る。ホワイトホールはアインシュタイン方程式が時間対称性を許容するために現れる解の1つであり、実際は少なくとも巨視的には対称性の破れが示唆されており宇宙スケールでの実在は否定的とされている。ワームホールに関してもいまのところ数学的な可能性の一つに過ぎない。ワームホールでは落下不可能な反地平面を持つが、この反地平面は物理的にきわめて不安定であるためホワイトホールを仮定するようなワームホールはすぐに潰れてしまい通過不可能（後述）とする研究もある。
観測的にも、ホワイトホールのような領域の存在を示唆する事実は全くないものの、SFなどでは理論的な理解が進まないままに多く引用され、現在に至るも人々の興味を集めている。また科学者の間でも理論的考察を深めるためのツールとしてたびたび取り上げられている。

## 実用化への問題
通過可能なワームホールを考えることは研究上の遊びでもあり、キップ・ソーン (Kip Thorne) らの1988年の論文を端緒に市民権を得ている。小説「コンタクト Contact」を執筆中だったカール・セーガン (Carl Sagan) が、地球外生命との接触が可能になるようなシナリオをなんとか科学的に作れないか、とソーンに話を持ちかけたのがきっかけだったという。ソーンらは「通過可能であるワームホール (traversable wormhole)」を物理的に定義し、アインシュタイン方程式の解としてそれが可能かどうかを調べた。そして、「もし負のエネルギーをもつ物質が存在するならば、通過可能なワームホールはアインシュタイン方程式の解として存在しうる」(負のエネルギーの存在は実験により確認済み。米ワシントン州立大学の研究者らが発表)と結論し、さらに、時空間のワープやタイムトラベルをも可能にすることを示した。ただし、ここでの研究は、現在の技術では制御が難しい高密度（中性子星の中心部ほど）の負のエネルギーの存在を前提としており、また、どうやってワームホールを通過するのか、あるいは出口がどこなのかは全くの未知の問題として棚上げされた上での研究である。
後に、ソーンの考えたワームホール解は不安定解であることが数値計算から報告されている。数値計算ではワームホールを正の質量をもつ粒子が通過した場合、ワームホールは加速度的に潰れてブラックホールに変化してしまうという結論が得られている。そのため通行可能なワームホールは自然なままでは一度きりしか使えない一方通行の道になってしまう。しかしもし通行のたびに旅行者が加えた擾乱の分だけワームホールに人工的な補正を加えて恒久的に維持し続けられるなら、相互通行に使用できるということも数値計算から導かれている。

## ワームホール計量（metric）
通過可能なワームホールの一例を示す。
{\displaystyle ds^{2}=-e^{2\Phi (r)}c^{2}dt^{2}+{\frac {dr^{2}}{1-b(r)/r}}+r^{2}(d\theta ^{2}+\sin ^{2}\theta d\phi ^{2}).\,}
この式において {\displaystyle \Phi (r)} は重力赤方偏移の尺度を、{\displaystyle b(r)} はワームホールの3次元形状を定義する。
この式を単純化するために特殊な場合として重力赤方偏移のない球状のワームホールを仮定し、 {\displaystyle \Phi (r)=0,b(r)=k^{2}/r} とする。さらに新たな空間座標の尺度として {\displaystyle l=\pm {\sqrt {r^{2}-k^{2}}}} なる {\displaystyle l} を導入し、変数変換を行う。
その結果、ワームホールを記述する計量は以下のような単純な表現に書き換えられる。
{\displaystyle ds^{2}=-c^{2}dt^{2}+dl^{2}+(k^{2}+l^{2})(d\theta ^{2}+\sin ^{2}\theta d\phi ^{2}).\,}
この式において {\displaystyle l} は"想像図"に示されるようなワームホール球に向かって落下質点から引いた接線の長さを意味する。{\displaystyle l=0} のとき落下質点は半径 {\displaystyle k} のワームホールの球面上に存在し、そこを超えると落下質点は反対側の宇宙に抜けることになる。ワームホールでは空間的に半径 {\displaystyle k} より小さい領域へは立ち入ることができず、ここがブラックホールと同様に一種の地平面を形成することになる。
さらに、この計量の空間的な意味を掴むために時計を止めて {\displaystyle dt=0} とし、ワームホールへの落下質点の突入方向を {\displaystyle \theta =\pi /2} で固定してさらなる簡略化を行う。表記中に変数 {\displaystyle r} を復活させ、さらに {\displaystyle dz^{2}=dl^{2}-dr^{2}} で定義される {\displaystyle z} 座標を導入すると、ワームホール計量はさらに単純な以下の表現にまとまる。
{\displaystyle ds^{2}=dz^{2}+dr^{2}+r^{2}d\phi ^{2}.\,}
これは円筒座標系の計量である。ここで {\displaystyle z} 座標はワームホールで結ばれた2つの宇宙の間の距離を定義する超空間座標であり、落下質点の存在する宇宙の外を記述している。この計量を用いて図示された宇宙形状が"概念図"に示されるような有名な虫食い穴状の時空である。この図において宇宙に相当するのはトンネル状の平面上であり、筒の中は宇宙の外の超空間であって落下粒子が立ち入ることはない。
この時空図において {\displaystyle z} 軸はトンネル形状の中心軸として存在しており、この中心軸から時空面までの超空間的な距離が {\displaystyle r} 座標として記述される。上下の宇宙の接続点であるトンネルの中央にあたる円が {\displaystyle r=k} の球面（地平面）に相当する。そして {\displaystyle l} はその円からの時空面上での距離を記述することになる。